# La Casaza
La Casaza es una torre vigía fortificada, situada sobre el Embalse de las Torcas, en el término del municipio zaragozano de Tosos, a 2 km de la localidad.

## Descripción
Se trata de una torre de dos volúmenes de planta de heptágono irregular, construida en mampostería y que se alza en un alto a la orilla del, ahora embalse de las Torcas, antes cauce de La Huerva y que alcanza una altura de tres plantas en su volumen principal.
En el interior los dos volúmenes se presentan como dos estancias separadas por un grueso muro en el que existen una ventana y una puerta con arco rebajado, lo que hace pensar que ambos volúmenes corresponden a periodos de construcción distintos.
El volumen principal presenta también vestigios de un subterráneo que se comunicaba con el recinto exterior que presentaba una cerca amurallada de la que aún quedan restos, lo que pudiera hacer pensar que se tratara del tipo de castillo-refugio.

## Historia
En una vaguada a los pies del castillo se encuentran los restos de un asentamiento despoblado en el siglo XIV y que estuvo habitado desde la época celtibérica y en el que siguen apareciendo restos cerámicos y pueden apreciarse restos de muro de diversos materiales y aparejos.

## Catalogación
La Casaza está incluida dentro de la relación de castillos considerados Bienes de Interés Cultural en virtud de lo dispuesto en la disposición adicional segunda de la Ley 3/1999, de 10 de marzo, del Patrimonio Cultural Aragonés. Este listado fue publicado en el Boletín Oficial de Aragón del 22 de mayo de 2006.